# Dzidra Ritenberga
Dzidra Ritenberga (Mežildzere, 19 agosto 1928 – Riga, 9 marzo 2003) è stata un'attrice e regista sovietica e lettone, conosciuta anche come Dzidra o Zita Ritenberg o Ritenbergs (in russo Дзидра Артуровна Ритенбергс?, Dzidra Arturovna Ritenbergs).

## Biografia
Laureatasi in arte drammatica, cominciò a lavorare come attrice nel 1948 al Teatro Liepāja, dove recitò in opere teatrali come Molto rumore per nulla e Skroderdienas Silmačos di Rūdolfs Blaumanis. Nel 1957 si trasferì al Teatro russo di Riga e dal 1962 al 1975 fu attrice al Teatro drammatico di Mosca. Recitò anche in una ventina di film tra cui Mal'va (1956), per cui vinse la Coppa Volpi per la miglior interpretazione femminile alla Mostra del cinema di Venezia. Tra il 1975 e il 1990, lavorò anche come regista per il Rīgas Kinostudija, realizzando otto film. Fu sposata con l'attore russo Evgenij Urbanskij (1932 – 1965), da cui ebbe una figlia, Jevgēņija. Morì per insufficienza cardiaca nel 2003.

## Filmografia parziale
- Mal'va, regia di Vladimir Braun (1957)
- Prestuplenie i nakazanie, regia di Lev Kulidžanov (1970)
- Ballada o Beringe i ego druz'jach, regia di Jurij Šnyrëv (1971)